# Juliamängden

Exempel på Juliamängden.

Juliamängder är en familj av fraktaler som fått sitt namn efter sin skapare Gaston Julia.
Mängderna är besläktad med mandelbrotmängden och i definitionen av mängderna används samma iterationsformel:
{\displaystyle z_{n+1}=z_{n}^{2}+c}
Skillnaden är att när man vid mandelbrotmängden hela tiden utgår från z0=0 och varierar c, så varierar man för en fixerad juliamängd startvärdet z0 och använder samma värde på c. Juliamängden för ett visst c-värde är alltså alla startpunkter z0 för vilken ovanstående formel konvergerar mot ett ändligt värde. På så sätt kan man säga att det för varje punkt c i mandelbrotmängden finns det en juliamängd. På sidan Mandelbrotmängden finns en utförlig beskrivning av hur kvadrerande fraktaler som denna, (och andra), kan åskådliggöras i ett tidflyktssystem.

## Andra funktioner
Det man vanligen menar med juliamängder är den mängd som fås genom iteration av formeln {\displaystyle z_{n+1}=z_{n}^{2}+c} där startvärdet varierar. Mer generellt, kan man utan problem definiera juliamängder för iterationer av {\displaystyle z_{n+1}=R(z_{n})} där
{\displaystyle R(z)} är en godtycklig kvot av två polynom. Dessa har studerats ganska flitigt. 
Det har bland annat visats att juliamängden man får från en sådan rationell funktion alltid består av 0,1,2 eller oändligt många sammanhängande komponenter. 

## Reverserad formel

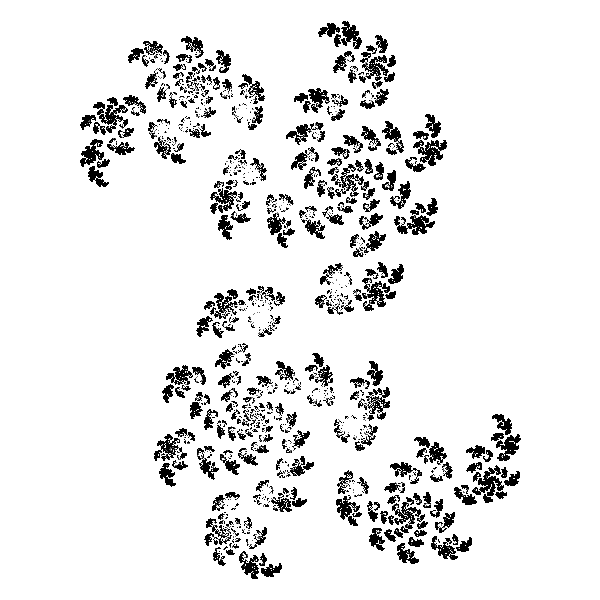
Juliamängden i reverserad formel, C = 0,4 0,3. (max 5 upprepningar)

Det går även att med en reverserad formel att konvergera en punkt mot juliamängden. Metoden som beskrivs ovan utesluter de punkter som inte tillhör mängden men brukar formeln:
{\displaystyle z_{n+1}=\pm {\sqrt {z_{n}-c}}}
Om man därefter slumpvis väljer vilken av de två rötterna som skall ligga till grund för nästa iteration och sedan upprepar den ett stort antal gånger, så kommer punkten Zn att konvergera mot juliamängdens kant, och när den väl nått den att "hoppa" från punkt till punkt på randen av fraktalen. Denna algoritm lämpar sig i bäst för att rita de delmängder som är helt sammanhängande i randen då de två huvudattraktorerna är svåra att nå med konvergensen. Det på grund av att slumpvalet med {\displaystyle 50/50} chans hela tiden gör att riktningen ändras. Men det går att undvika det till en viss grad om man upprepar val, (roterad 180º eller ej), ett antal gånger. Då låter man ett slumptal välja hur många upprepningar av samma val som skall genomföras, (maxiamalt 4-6 är tillräckligt), det ger fortfarande {\displaystyle 50/50} i sannolikhetsfördelning på lång sikt men större differenser vid några få utfall.

## Exempel från Juliamängden
|  |  |  |

|  |  |

- Wikimedia Commons har media som rör Juliamängden.